# 마미야 미치오
마미야 미치오(間宮芳生, 1929년 6월 29일 ~ 2024년 12월 11일)는 일본의 작곡가이다.

## 생애
1929년 6월 29일 홋카이도에서 태어나 도쿄 예술대학에서 수학했다.
마미야는 2024년 12월 11일 95세의 나이로 폐렴으로 사망했다.

## 경력
일본 민속 음악에 대한 마미야의 관심으로 인해 그는 전통 요소를 통합한 여러 합창 작품을 작곡하게 되었다.
마미야는 동명의 가부키를 원작으로 한 오페라 나루카미(1974)로 오페라를 위해 작곡해 잘츠부르크 오페라 페스티벌에서 그랑프리를 수상했다. 원래 잘츠부르크 공연에서는 인간 배우가 아닌 인형극이 조종하는 분라쿠 스타일의 인형을 사용하여 오페라가 공연되었지만, 최근 공연은 인간 출연진이 출연하는 보다 전통적인 오페라 스타일로 공연되었다.
마미야는 또한 1988년 스튜디오 지브리 영화 반딧불이의 묘를 포함하여 영화 사운드트랙을 작곡했다.